# حراضة آل عتيق (رغوان)

تعديل مصدري - تعديل

حراضة آل عتيق هي إحدى قرى عزلة رغوان بمديرية رغوان التابعة لمحافظة مأرب، بلغ تعداد سكانها 78 نسمة حسب تعداد اليمن لعام 2004.